# 日本ラーメン協会
一般社団法人日本ラーメン協会（にほんラーメンきょうかい、英: Nippon Ramen Association）は、ラーメン産業の振興と発展を目的とした業界団体である。

## 役員
- 2021年8月現在

理事長
- 玉川正視（株式会社玉 代表取締役）

副理事長
- 大崎裕史（株式会社ラーメンデータバンク 取締役会長）
- 今田吉雄（株式会社グランキュイジーヌ 代表取締役）

理事
- 工藤靖之（日清製粉株式会社 営業本部 営業企画部 部長）
- 堀正人（株式会社イノベント 代表執行役社長）
- 芝山健一（有限会社天辺ダッシュカンパニー 代表取締役）
- 知見芳典（有限会社瑞穂食品工業 代表取締役）

監事
- 小川剛（A-FRAME 代表）
- 荻原哲（大成食品株式会社 取締役 営業顧問）

## 活動実績
収益事業
- 「東京ラーメンショー」をはじめとする全国各地における「ラーメンショー」の開催（2009～）
- 「日本ラーメン検定」「日本ラーメンファンクラブ」の立ち上げおよび運営（2017～）

非収益事業
- 「7月11日はラーメンの日」設立（2017～）
- 「クールビズキャンペーン」実施（環境省推奨：2009～）
- 「年の瀬ラーメンキャンペーン」実施（2010～）
- 「外食ビジネスウィーク（ラーメン産業展）」セミナー講演ほか協力（2014～）
- 「ジビエラーメンキャンペーン」実施（農水省、日本フードサービス協会と協力：2018～）

その他
- 会報誌「ラー協だより」年3回発行
- 懇親会（東京、大阪、北海道他）の定期開催

登録商標
- 「年の瀬ラーメン」（2010～）
- 「東京ラーメンショー」（2014～）
- 「ラーメンショー」（2014～）
- 「日本ラーメン協会」（2014～）
- 「日本ラーメン検定」（2020～）